# هاپوکاندا
هاپوکاندا (به لاتین: Hapukanda) یک منطقهٔ مسکونی در سری‌لانکا است که در استان مرکزی (سری‌لانکا) واقع شده‌است.